# 彼得罗·托雷
彼得罗·托雷（義大利語：Pietro Torre，2002年5月6日—），意大利男子击剑运动员，他受两位哥哥的影响开始练习击剑。他曾获得2022年世界击剑锦标赛男子佩剑团体铜牌、2023年击剑大奖赛奥尔良站男子佩剑个人铜牌、2025年欧洲击剑锦标赛男子佩剑团体银牌。